# 旧湾仔郵便局

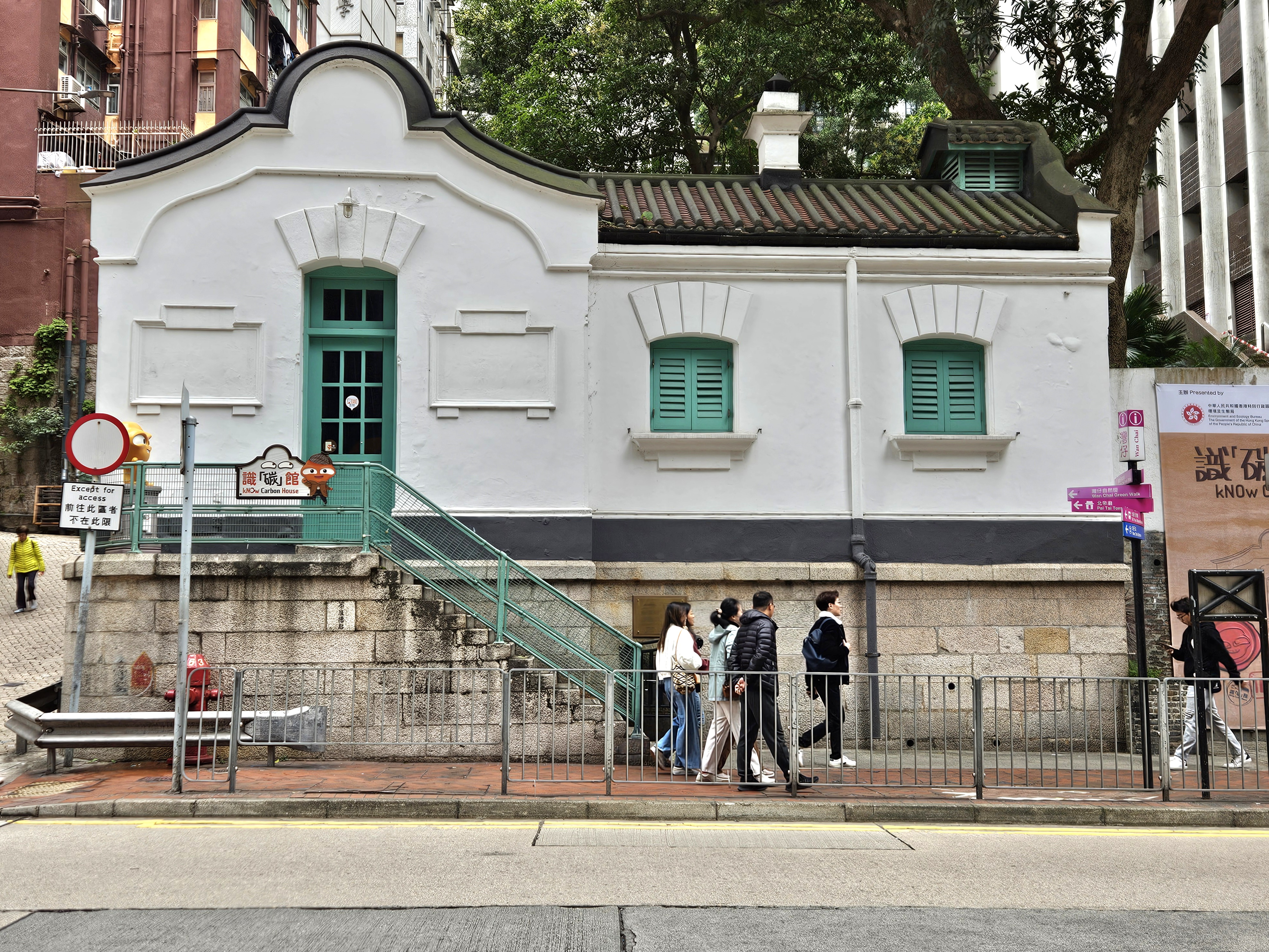
旧湾仔郵便局（2025年2月）

旧湾仔郵便局（きゅうわんしゆうびんきょく、中国語: 舊灣仔郵政局、英語: Old Wan Chai Post Office）、は香港香港島湾仔区の建築である。湾仔峡道と皇后大道東の交差点に位置し、1912年から1913年までに建築し、1915年3月1日に開業した。香港現存の最も古い郵便局建築であり、1990年に香港法定古蹟にリスト入りした。現在は環境保護をテーマとした博物館として利用されている。